# Ololygon belloni
Pour les articles homonymes, voir Belloni.
Espèce
Synonymes
- Scinax belloni Faivovich, Gasparini & Haddad, 2010

Statut de conservation UICN

 EN B1ab(iii) : En danger
Ololygon belloni est une espèce d'amphibiens de la famille des Hylidae.

## Répartition
Cette espèce est endémique de l'Espírito Santo au Brésil,. Elle se rencontre vers le Parc d'État de Forno Grande à Castelo.

## Description
Les mâles mesurent de 19,8 à 23,0 mm et les femelles de 26,3 à 29,2 mm.

## Étymologie
Cette espèce est nommée en l'honneur de José Bellon, qui a collecté l'holotype.

## Publication originale
- Faivovich, Gasparini & Haddad, 2010 : A new species of the Scinax perpusillus group (Anura: Hylidae) from Espirito Santo, Brazil. Copeia, vol. 2010, p. 97-102.